# Kyle Sullivan
Kyle Russell Sullivan (Los Angeles, 24 september 1988) is een Amerikaans acteur.
Sullivan begon in 1996 als jeugdacteur in de televisieserie The Secret World of Alex Mack. Hierna heeft hij nog meerdere rollen gespeeld in televisieseries en films zoals Malcolm in the Middle (2000-2003), Fillmore! (2002-2004), All That (2000-2005) en The War at Home (2005-2007).

## Filmografie

### Films
- 2005 All That 10th Anniversary Reunion Special – als diverse karakters
- 2002 The master of Disguise – als Kyle
- 2001 Max Keeble's Big Move – als Techie jongen
- 2000 Geppetto – als Featured
- 1999 Tuesdays with Morrie – als jonge Morrie
- 1998 Soldier – als Tommy

### Televisieseries
Uitgezonderd eenmalige gastrollen.
- 2005-2007 The War at Home – als Larry Gold – 44 afl.
- 2000-2005 All That – als artiest – 33 afl.
- 2002-2004 Fillmore! – als Danny O'Farrell (stem) – 22 afl.
- 2002-2003 Whatever Happened to Robot Jones? – als Socks – 3 afl.
- 2000-2003 Malcolm in the Middle – als Dabney Hooper – 24 afl.
- 2000 Cover Me: Based on the True Life of an FBI Family – als Josh Evans – 2 afl.

## Young Artist Award
- 2005 in de categorie Uitstekende Jonge Acteur in een Televisieserie met de televisieserie All That - genomineerd.
- 2003 in de categorie Beste Cast in een Televisieserie met de televisieserie Malcolm in the Middle - gewonnen.
- 2003 in de categorie Beste Optreden in een Televisieserie met de televisieserie All That - genomineerd.

- Library of Congress Control Number: no2008004156
- Virtual International Authority File: 53945800
- WorldCat: E39PBJpdRrWKrRPKvjTDbqBgKd